# Marlborough, New Hampshire
Marlborough är en kommun (town) i Cheshire County i delstaten New Hampshire, USA med 2 096 invånare (2020).